# Sitric II de Northúmbria
Sitric II fou rei al segle x de la Northúmbria conquerida pels vikings, anomenada Jòrvik. L'única prova de la seva existència són unes monedes trobades que daten del 942.
Se sap que va existir per un grapat de monedes encunyades a York que porten la inscripció SITRIC CVNVNC («rei Sitric»). Estan datades en l'any 942 i tenen semblances d'estil amb les encunyades pel regnat d'Olaf Cuaran i Ragnall Guthfrithson, els quals van regnar Northúmbria en la dècada del 940. Hi ha dos tipus d'aquestes monedes: en el primer apareix una petita creu en cada cara i en el segon tipus hi ha una triquetra (o nus de tres fulles) per una cara i un triangle per l'altre. En la bibliografia de l'època no s'esmenta un rei anomenat Sitric. Olaf Guthfrithsson va governar Northúmbria del 939 fins a la seva mort el 941. Downham ha suggerit que entre la mort d'Olaf i l'arribada de Ragnall a York, potser en els darrers mesos del 943, Northúmbria va estar governada conjuntament per Sitric i Olaf Cuaran. En els llibres de numismàtica a Sitric se l'anomena de vegades "Sitric Sitricsson" i se l'identifica com a germà d'Olaf Cuarán i fill de Sitric Cáech, però això és només una suposició. Cal no confondre aquest Sitric amb el rei del mateix nom que fou rei de Dublín, esmentat als Annals dels quatre mestres el 941. Segons Downham aquest individu «sembla que més aviat va ser una invenció poètica que no pas un rei històric». A Sitric també se'l va identificar provisionalment amb un home anomenat igual, que va desembarcar a Normandia el 942 i va ser derrotat per Lluís IV de França.